# Consdorf-Moulin
Consdorf-Moulin (lb. Konsdrëffer Millen) – mała miejscowość (lieu-dit) we wschodnim Luksemburgu, w kantonie Echternach, w gminie Consdorf. Do 3 października 2015 gmina leżała w dystrykcie Grevenmacher. 